# Suzanne Dowaliby
Suzanne Dowaliby-Kipper (* 27. September 1965 in New York City) ist eine US-amerikanische Musicaldarstellerin und Sängerin.

## Leben
Dowaliby wurde in New York City geboren und wuchs in New York und Norfolk (Virginia) auf. Ihre Bühnenkarriere begann schon mit drei Jahren. Ihre Ausbildung erhielt sie im Bereich Tanz bei Gene Hammett (Norfolk Civic Ballet-Norfolk/Virginia), Romana Krysanovska (School of American Ballet-New York), June Eve Story (HB Studio-New York) und Gwen Spear Meng (Old Dominion University-Norfolk/Virginia), im Bereich Schauspiel bei Michael Tick (New York University-New York) und Rochelle Oliver (HB Studio-New York) und im Bereich Gesang bei Gudrun Bär (Saarbrücken), Ingrid Oloffson (Wien) und Lucille Liverman (New England Conservatory-Boston/Massachusetts)
Seit ihrer Cats-Tournee in den 90er Jahren lebt sie in Saarbrücken in Deutschland. Hier arbeitet sie als Sängerin, Dozentin auf Musical- und Gesangsworkshops, als Leiterin der Musical-AG an verschiedenen Schulen und unterrichtet Schüler im Fach Gesang. Unter anderem inszenierte sie im Jahre 2006 mit der Musical-AG des Gymnasiums am Schloss (GaS) Saarbrücken in Zusammenarbeit mit der Musikhochschule Saar und ihrem langjährigen Bekannten Matthias Ernst die Musical-Komödie Winnifred-Once Upon A Mattress.
Von 2007 bis 2008 inszenierte sie wieder mit der Musical-AG des GaS Saarbrücken das Steptanz-Musical Anything Goes von Cole Porter. Die musikalische Leitung übernahm wieder Matthias Ernst. Die Premiere fand am 23. Juni 2008 in der Aula des GaS in Saarbrücken statt. Ab Herbst 2008 begannen mit der gleichen Crew die Proben und Vorbereitungen für die Inszenierung des Musicals Godspell von Stephen Schwartz. Die Premiere fand am 27. März 2009 statt.
Nachdem einige AG-Mitglieder, wegen Abitur oder aus anderen Gründen, die Schule verließen, rief Dowaliby zu einem neuen Casting auf für eine neue Musical-Crew. Mit dieser Crew inszenierte sie für die Saison 2010 das Broadway-Musical Pippin von Stephen Schwartz.

## Rollen
- Nurse in The Secret Garden (Jujamcyn Productions)
- Fanny Brice in Funny Girl (Commonwealth Musical Stage)
- Grizabella, Gumbie und Griddlebone in Cats (Really Useful Group Europa-Tournee)
- Anita in West Side Story (Actors’ Regional Theatre)
- Dot/Marie in Sunday in the Park with George (Olde Theatre Company, Moderne Galarie)
- Anytime Annie in 42nd Street (Tidewater Dinner Theatre)
- Reno in Anything Goes (Sweeney Kempsville Playhouse)
- Diana Morales in A Chorus Line (Tidewater Dinner Theatre)
- Yentl in Yentl (Olde Theatre Company)
- Sarah in The Lover (The Generic Theatre)
- Jeannie in Hair (Europa-Tournee)
- Sister Robert Anne in Nunsense (Tidewater Dinner Theatre)
- Zeitel und Hodel in Fiddler On The Roof (Kempsville Playhouse)
- Potiphars Weib und Erzählerin in Joseph and the Amazing Technicolor Dreamcoat (Tidewater Dinner Theatre)
- Mrs. Cratchit / Mrs. Pillbox (Cover: Mrs. Fezziwig / Mrs. Shellcock) in Vom Geist der Weihnacht in Oberhausen, Duisburg, Köln und Füssen

## Regie
- 1998: Pippin (Studio „B“, Saarbrücken, Germany)
- 2000: Baby (Studio „B“, Saarbrücken, Germany)
- 2003: Geisterstunde auf Schloss Eulenstein, Gymnasium am Schloss Saarbrücken
- 2006: Winnifred – Once Upon A Mattress, Gymnasium am Schloss Saarbrücken
- 2008: Anything Goes, Gymnasium am Schloss Saarbrücken
- 2009: Godspell, Gymnasium am Schloss Saarbrücken
- 2010: Pippin, Gymnasium am Schloss Saarbrücken
- 2011: Guys and Dolls, Gymnasium am Schloss Saarbrücken
- 2012: Musical-Gala, Gymnasium am Schloss Saarbrücken
- 2013: Oliver Twist, Gymnasium am Schloss Saarbrücken
- 2014: South Pacific, Gymnasium am Schloss Saarbrücken
- 2015: The Sound Of Music, Gymnasium am Schloss Saarbrücken
- 2016: Joseph And The Amazing Technicolor Dreamcoat, Gymnasium am Schloss, Saarbrücken
- 2017: The Music Man, Gymnasium am Schloss, Saarbrücken
- 2018: Musical-Gala, Gymnasium am Schloss Saarbrücken
- 2019: The Wiz, Gymnasium am Schloss Saarbrücken

| Personendaten    | Personendaten             |
| ---------------- | ------------------------- |
| NAME             | Dowaliby, Suzanne         |
| ALTERNATIVNAMEN  | Dowaliby-Kipper, Suzanne  |
| KURZBESCHREIBUNG | US-amerikanische Sängerin |
| GEBURTSDATUM     | 27. September 1965        |
| GEBURTSORT       | New York City             |